# فينالي ليجوري
Finale Ligure (محليًا Finô) هي بلدية تقع على خليج جنوة في مقاطعة سافونا في ليغوريا، إيطاليا. تُعتبر جزءًا من الريفييرا الإيطالية، ويعد جزء من مركزها التاريخي، المعروف باسم "فينالبورجو"، أحد القرى المدرجة في قائمة "أجمل قرى إيطاليا" (I Borghi più belli d'Italia).

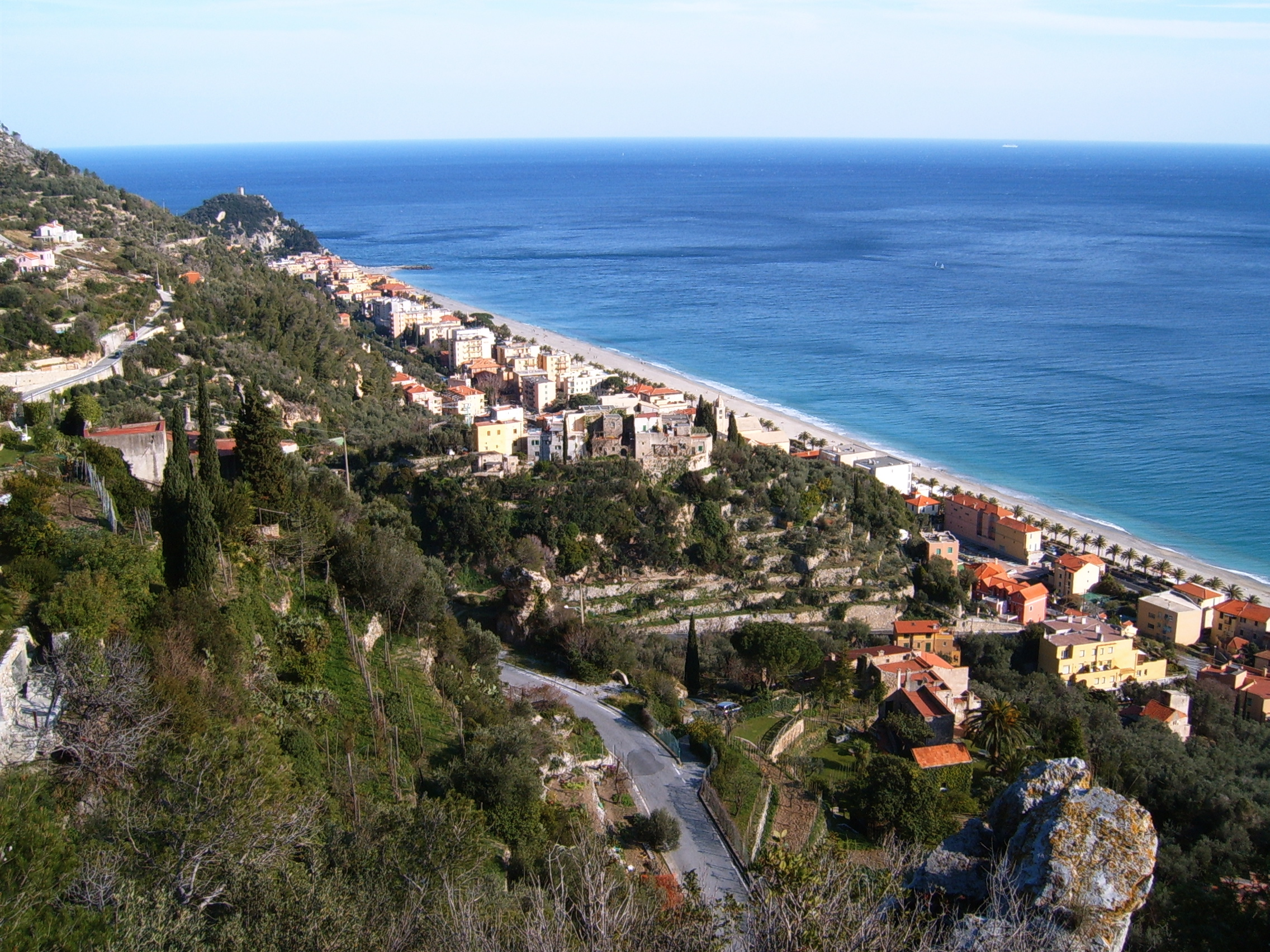
منظر على فرازيوني فاريجوتي

تشتهر مدينة فينالي ليغوري بشواطئها الرملية البيضاء وإطلالاتها الخلابة، وتقع بجوار صخرة كابرازووبا مباشرةً، وهو جبل من الحجر الجيري شديد الانحدار في الجنوب الغربي، ويمتد جزء كبير من المدينة إلى منحدرات التلال. تتمتع المدينة بمنطقة تجارية حيوية. يصطف على جانبي الممشى أشجار النخيل، كما أن العديد من المطاعم في الشارع المجاور لها غرف طعام كبيرة مفتوحة على طول الممشى.
تنقسم مدينة فينالي ليغوري اسميًا إلى ثلاثة "أحياء". فينالي ليغوري مارينا (فينالمارينا) هو الجزء الرئيسي المطل على البحر، الذي يرتاده معظم السياح، بينما فينالي بيا (فينالبيا) هو المركز التقليدي للمدينة، حيث لا يزال دير البينديكتين قائمًا. أما البلدة الثالثة، فهي Finalborgo، التي تقع في الداخل وتتكون من بلدة قديمة مسورة تعود للعصور الوسطى، بُنيت عند تقاطع مجاري مياه أكويلا وبورا.
تحتوي Finale Ligure أيضًا على بعض المناطق المميزة:
- Varigotti، وهي وجهة سياحية ساحلية شهيرة، كانت ميناءً مهمًا في العصر الروماني والبيزنطي.
- Perti، وهي مركز قديم يضم أطلال رومانية وعصور وسطى، تقع حتى داخل المنطقة.
- Le Manie (المعروفة محليًا باسم Magne)، وهي هضبة مزروعة جزئيًا، ويغطي جزء منها غابات الصنوبر وشجيرات البحر الأبيض المتوسط.
- Gorra، وهي قرية بانورامية تقع على طول الطريق شديد الانحدار المؤدي إلى الغابات الألبية في ممر ميلونيو.
- San Bernardino، وهي مجموعة حديثة من المباني والمنازل تقع على قمة التل المطل على Finale Marina.
تُعرف المنطقة المحيطة بمدينة فينالي باسم "إيل فينالي"، وليس "إيل فيناليسي" كما يُكتب أحيانًا بشكل خاطئ. تتكون المنطقة من هضاب الحجر الجيري والوديان التي تحتضن تنوعًا بيولوجيًا كبيرًا، بالإضافة إلى بقايا مهمة من العصر الروماني والعصور الوسطى.

## تاريخ
تم العثور على كهوف في المنطقة تشهد على وجود مستوطنات بشرية منذ العصر الحجري الحديث. خلال العصر الروماني، كانت بلدة فينالي تُعرف باسم Ad Fines ("على الحدود")، حيث كانت تمثل الحدود بين اثنتين من القبائل الليغورية الرئيسيتين: الساباتي في الشرق والإينتيميلي في الغرب.
في العصر الروماني، استضافت المنطقة طريقًا ومحطة بريدية تُدعى بولوبيكس (بولوبيسي، بالإيطالية) على طول طريق جوليا أوغوستا، ويُفترض أنها كانت تقع في نفس الموقع الذي يوجد فيه فرازيوني كالفيسيو حاليًا. كان ميناء فاريكوتيس (فاريجوتي) أيضًا مهمًا في تلك الفترة، ولكنه مدفون الآن، بالإضافة إلى التحصينات في بيرتي (كاستروم بيرتيكاي)، التي كانت نشطة حتى العصور الوسطى، وتم دمجها لاحقًا في الخطوط البيزنطية ضد القوط الشرقيين واللومبارديين.
أول وثيقة تذكر المدينة تعود إلى عام 967، حيث تم تضمينها في ماركا أليراميكا التي أنشأها الإمبراطور أوتو الأول. لاحقًا، كانت المدينة ملكًا لبونيفاسيو ديل فاستو، ثم ورثها ديل كاريتو الذين جعلوها قاعدة لماركيز قوي، وقاموا بتوسيع نفوذهم من خلال استيعاب الإقطاعيات المجاورة، مما أثار عداء جمهورية جنوة. بعد نزاعات مختلفة، اضطرت قبيلة ديل كاريتو في عام 1385 إلى التنازل عن معظم أراضيها للجنويين، ولكن حكمهم لم يُقبل جيدًا، واندلعت حرب حقيقية في عامي 1447 و1448، انتهت بانتصار جنوى.
في عام 1496، حصل ألفونسو الأول ديل كاريتو على لقب ماركيز من قبل الإمبراطور ماكسيميليان الأول، وتم تأكيد هذا اللقب لاحقًا من قبل تشارلز الخامس. ومع ذلك، في عام 1558، أدت سوء إدارة ألفونسو الثاني ديل كاريتو إلى استنزاف السكان، مما أثار تعدي جنوة، التي طالبت بأراضٍ جديدة من الإمبراطور. نتيجة لذلك، احتل الحاكم الإسباني لميلانو مدينة فينالي في عام 1571، وأصبحت المدينة تحت الحكم الإسباني في عام 1602.
تم الاستحواذ على الماركيزة من قبل جمهورية جنوة في عام 1713، وتم تأكيد حيازتها بموجب صلح إيكس لا شابيل عام 1748. أصبحت المدينة جزءًا من مملكة سردينيا في عام 1815، ثم مملكة إيطاليا في عام 1861. في ذلك الوقت، تم تقسيم منطقة فينالي إلى عدة كوموني صغيرة: فينالبورجو، فينالمارينا، فينالبيا، جورا، بيرتي، كالفيسيو، وفاريجوتي. خلال الفترة ما بين عامي 1869 و1877، وهي فترة الإصلاحات الإدارية، لم تنج سوى النهائيات الثلاث بعد أن ابتلعت جيرانها الأصغر وسط الاتهامات المتبادلة. كان النظام الفاشي عازمًا على إنشاء بلديات أوسع، مما أدى في النهاية إلى توحيد هذه البلدات في بلدية فينالي ليغوري في عام 1927.

## المعالم السياحية الرئيسية
قلعة جافوني: كانت المقر السابق لماركيز ديل كاريتو، ويُزعم أنها بُنيت على يد إنريكو الثاني ديل كاريتو في عام 1181. تعرضت للتدمير أثناء الصراع مع جنوة، وأُعيد بناؤها في عامي 1451-1452. في عام 1715، تم تفكيكها بشكل كبير من قبل الجنويين بعد غزوهم للماركيزية.
قلعة سان جيوفاني: حصن إسباني يعود تاريخه إلى القرن السابع عشر، يقع مباشرة فوق المدينة المسورة القديمة.
قلعة فويليرمين: قلعة تعود إلى أوائل القرن العشرين، وقد تم تحويلها الآن إلى نزل للشباب، وتقع على الجبال مباشرة فوق المدينة.
كنيسة القديس يوحنا المعمدان: بُنيت بين عامي 1619 و1675، مع برجي جرس من عام 1762.
كنيسة سانتا ماريا دي بيا: أعيد بناؤها بين 1725 و1728، وتحتوي على أعمال من القرن السادس عشر، كما تضم برج جرس يعود تاريخه إلى القرن الثالث عشر.
كنيسة سان بياجيو: أعيد بناؤها بين 1630 و1650، مع برج مثمن الشكل من القرن الخامس عشر.
كنيسة سانت أوزيبيو: تحتوي على عناصر من الطراز الروماني، ومن الجدير بالذكر الحنية القوطية والسرداب الذي يعود تاريخه إلى القرن الحادي عشر.
كنيسة سانت أنطونيو: تحتوي على سرداب يعود تاريخه إلى القرن الثاني عشر.
**كنيسة سان بارتولوميو أبوستولو**: تقع في فرازيوني غورا، وتحتوي على برج جرس على الطراز القوطي مع ثلاثة طوابق من النوافذ المقسمة.
كنيسة سان لورينزو: تقع بين فاريجوتي وكابو نولي، وتحتوي على برج جرس روماني يعود تاريخه إلى القرن الثاني عشر.
دير سانتا كاترينا السابق: تأسس عام 1359 وأعيد بناؤه في عصر النهضة مع إضافة ديرين، وهو الآن موطن لمتحف المدينة.

## النقل
تتصل مدينة فينالي ليغوري بالعديد من الطرق، بما في ذلك SS1 (طريق أوريليا)، والطريق السريع A10 الذي يربط جنوة بفينتيميليا (مخرج "Finale Ligure"). كما تمتلك المدينة خط سكة حديد مزدوج المسار. بالإضافة إلى ذلك، تقدم خدمة النقل العام، TPL (Trasporto Pubblico Locale nella Provincia di Savona)، التي تربط مختلف مناطق مقاطعة سافونا.

## المدن التوأم
- Benalmádena, Spain
- Ocean City, MD, United States
- Coseano, Italy
- Racalmuto, Italy
- Montechiaro d'Asti, Italy
- Vittorio Veneto, Italy

## مشاهير
- كارلو دومينيكو ديل كاريتو (1454–1514)، كاردينال كاثوليكي روماني
- إنريكو كافيجليا (1863–1945)، مارشال إيطاليا
- ريناتو كاستيلاني، مخرج سينمائي وكاتب
- جيوفاني بوين، كاتب
- ماركو فيراندو، سياسي شيوعي
- فيتوريو بروموتي، مقدم برامج تلفزيونية وراكب دراجة

## معرض الصور

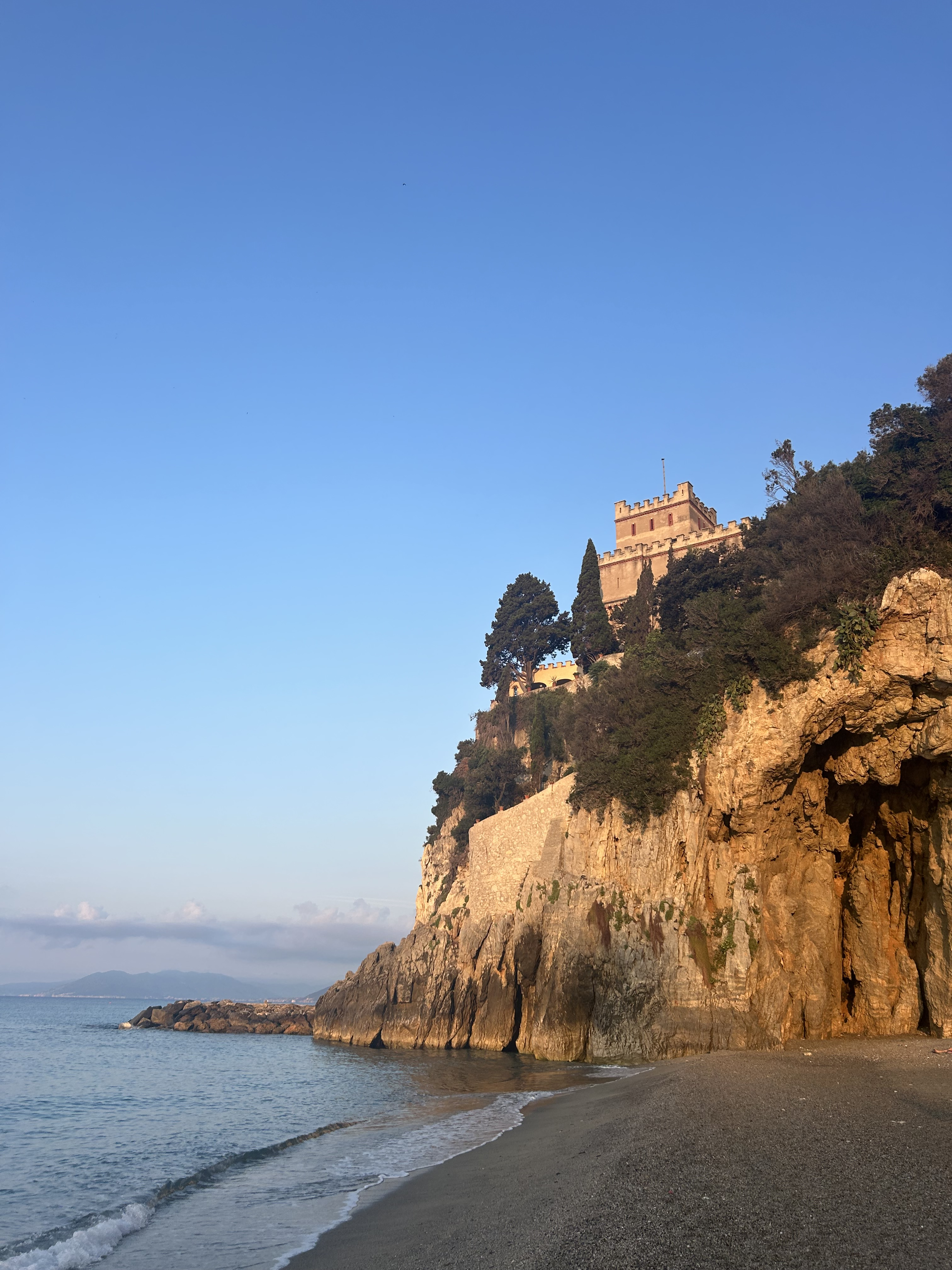
شاطئ مجاني في فينال بيا، كاستيليتو
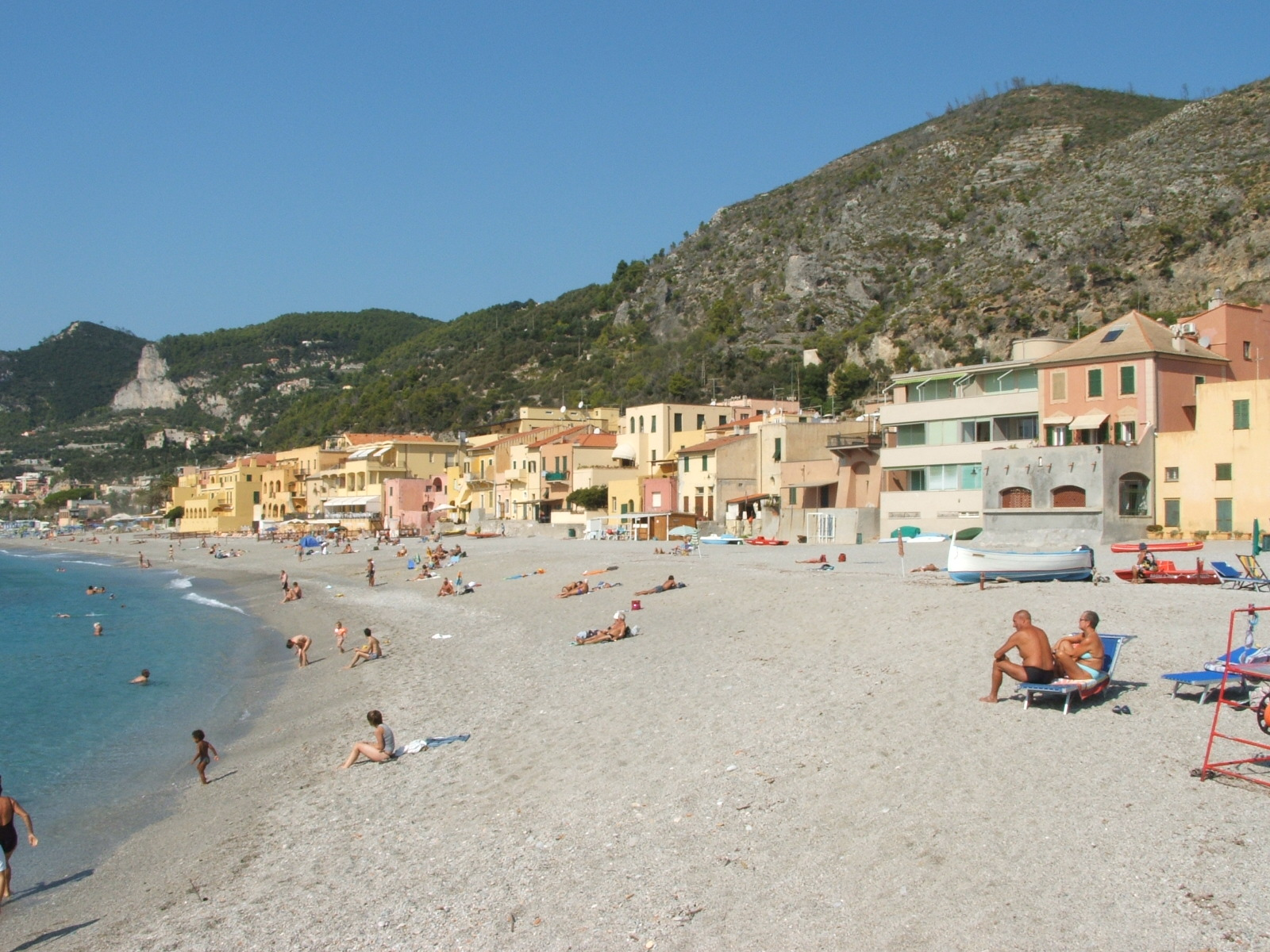
شاطئ فاريجوتي
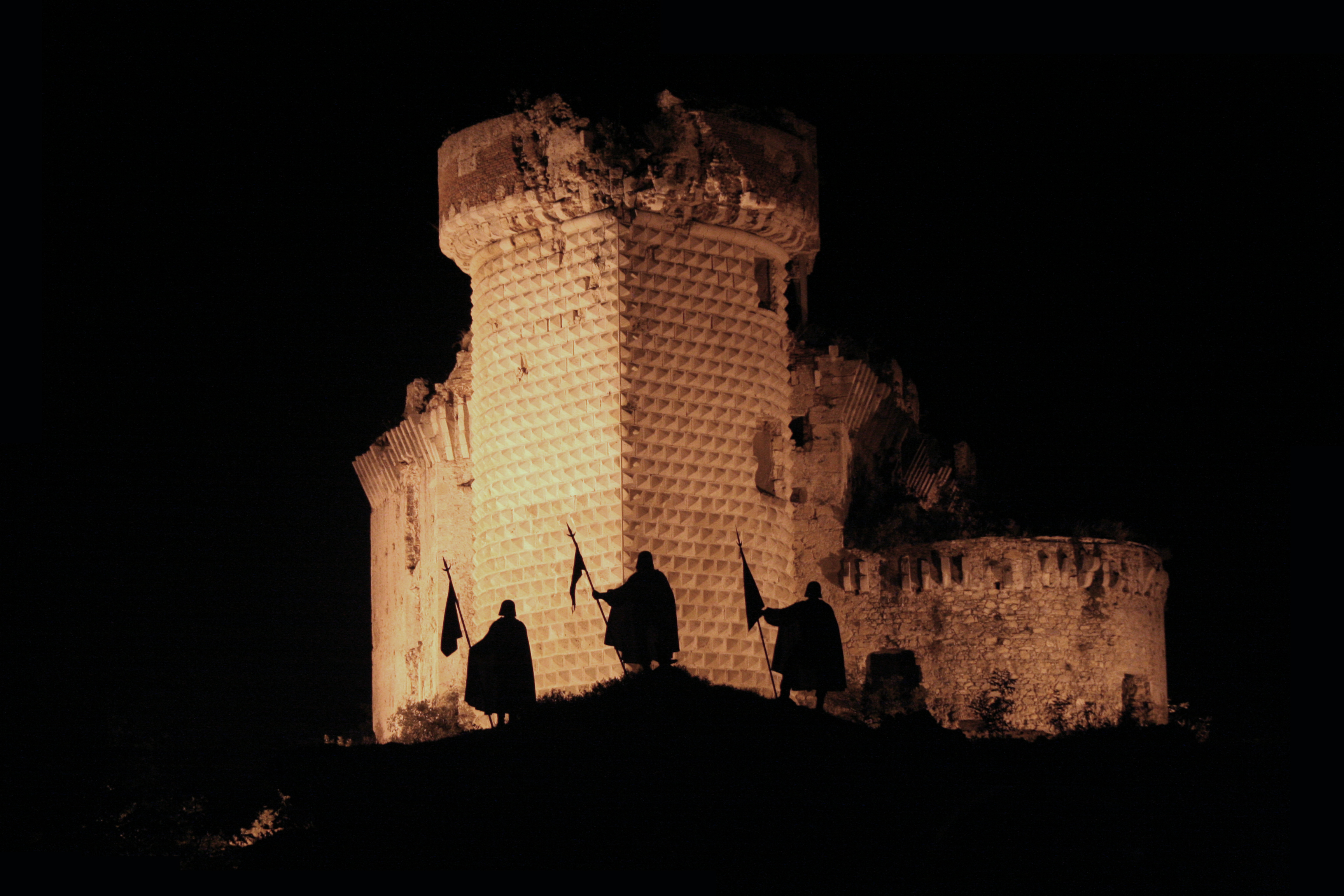
قلعة جافوني
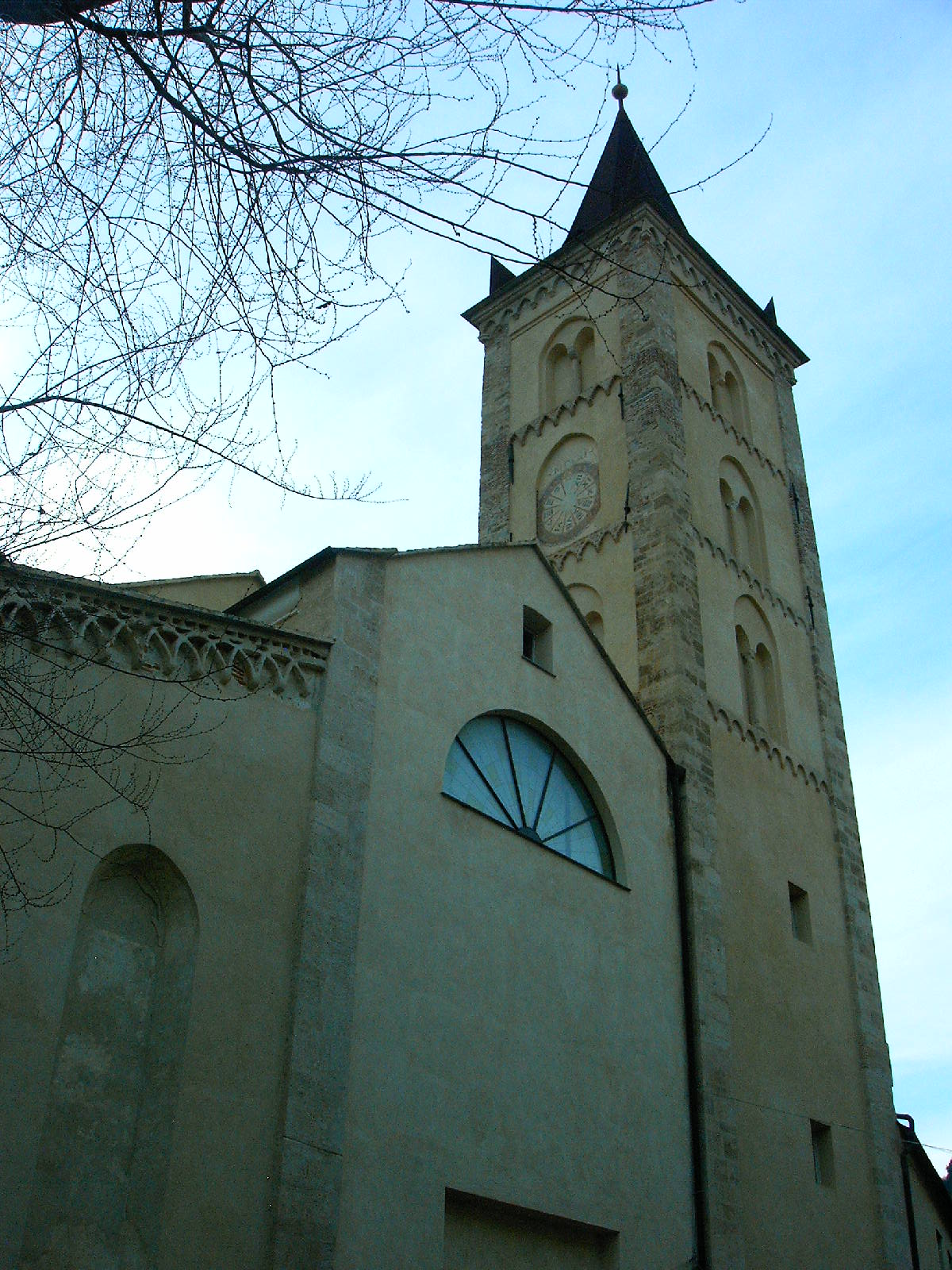
الدير السابق لسانتا كاترينا في فينالبورجو
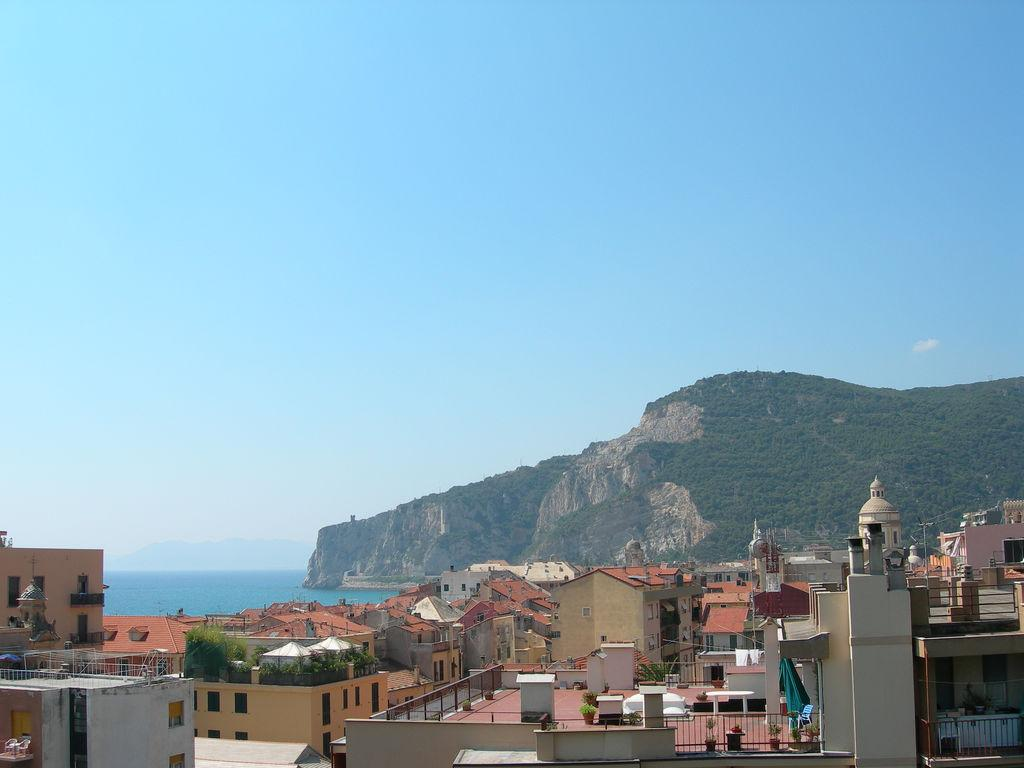
منظر طبيعي مع خلفية من الرأس الصخري كابرازوپا
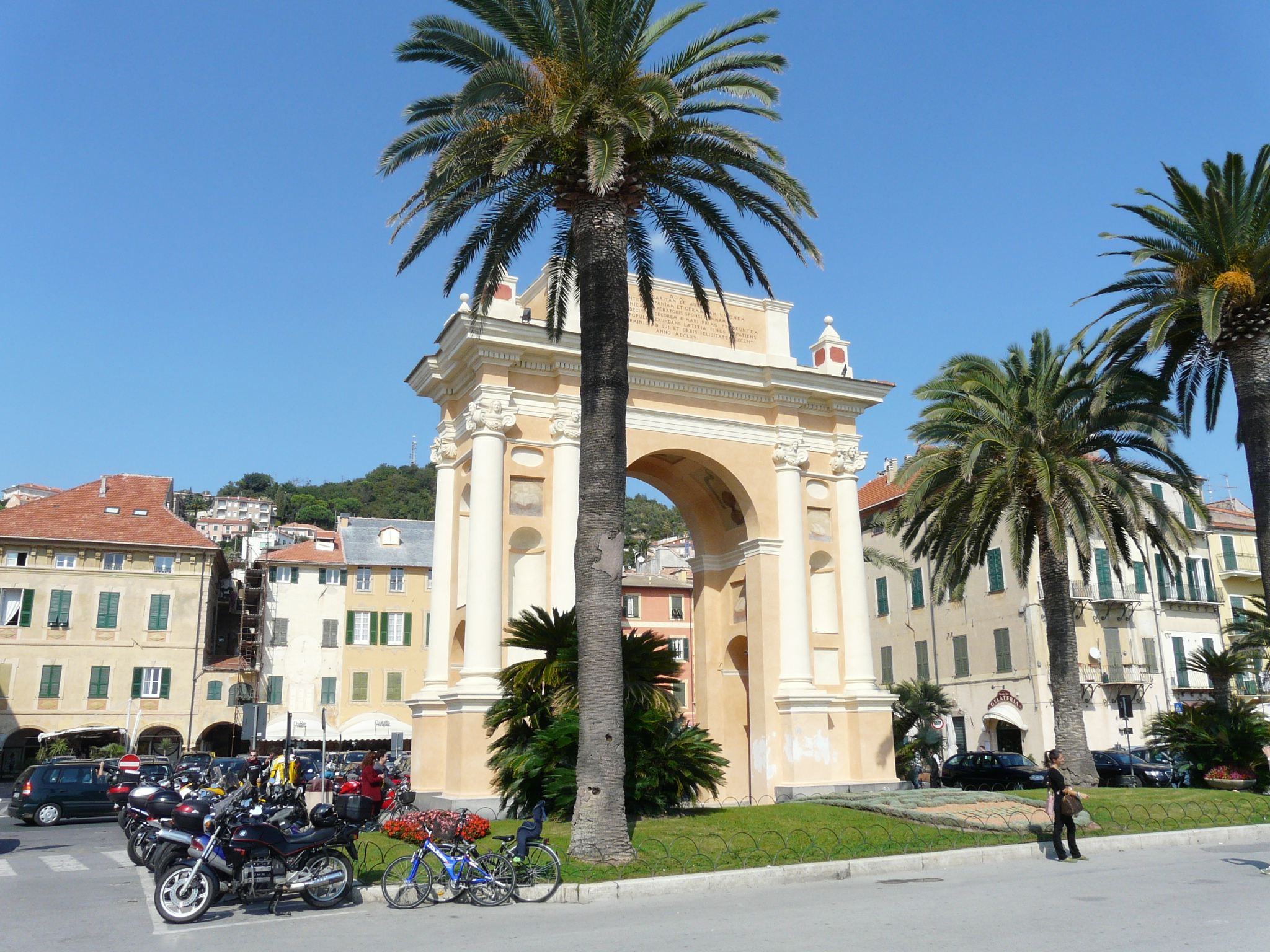
قوس مخصص للملكة مارغريتا ملكة النمسا
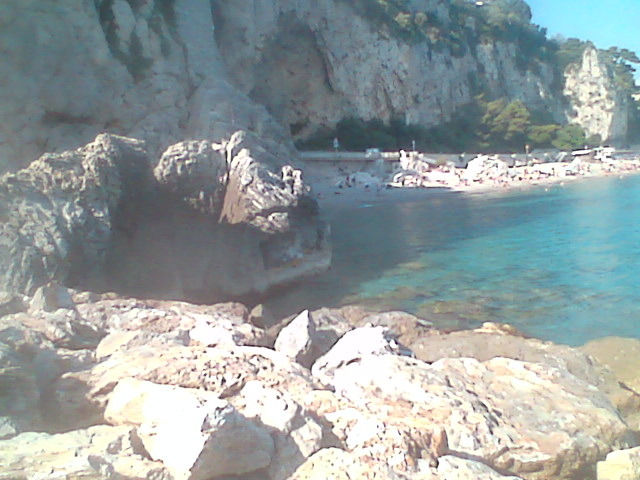
شاطئ فاينال بيا
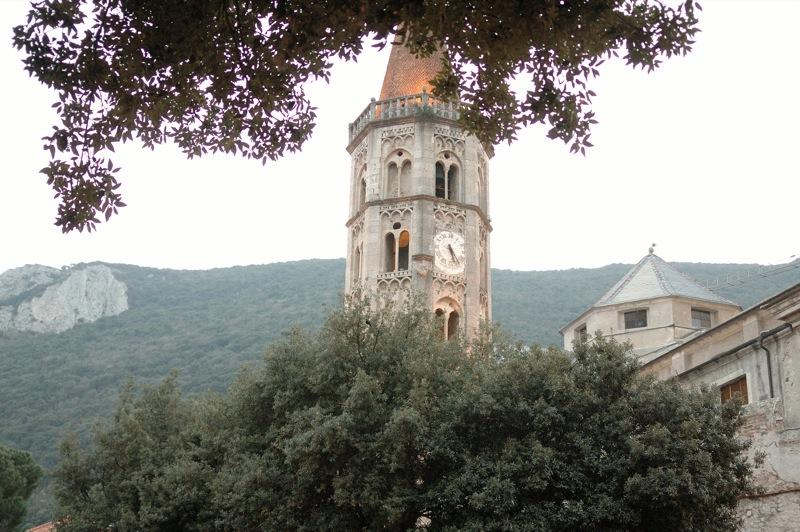
برج الجرس سان بياجيو في فينالبورجو
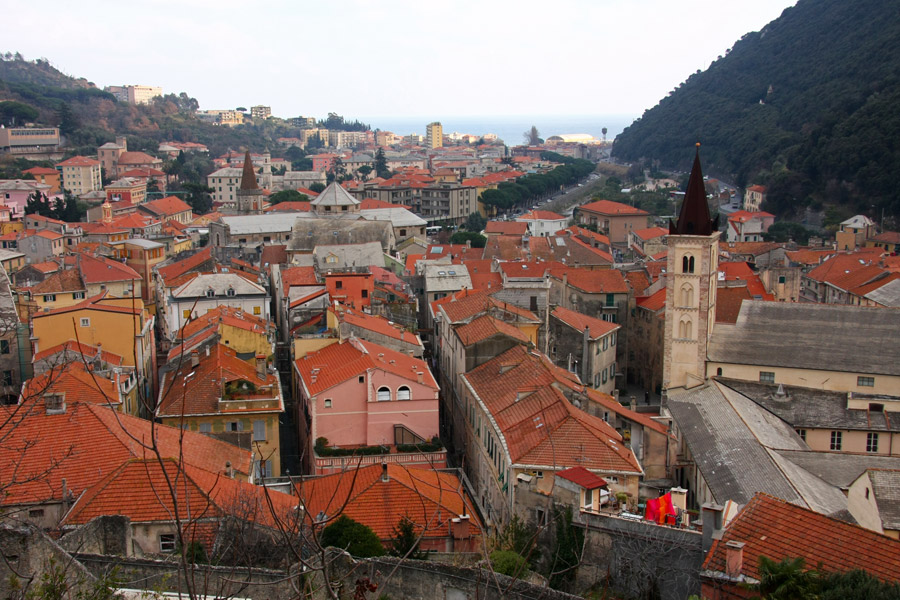
منظر لفينالبورجو
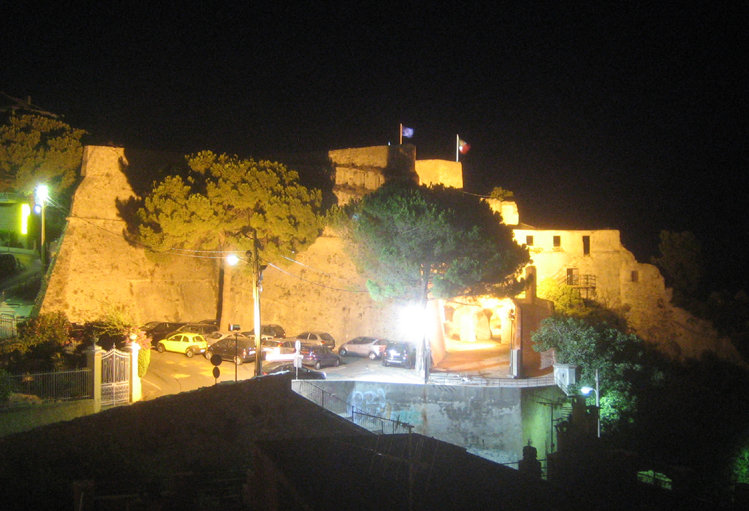
كاستيلفرانكو
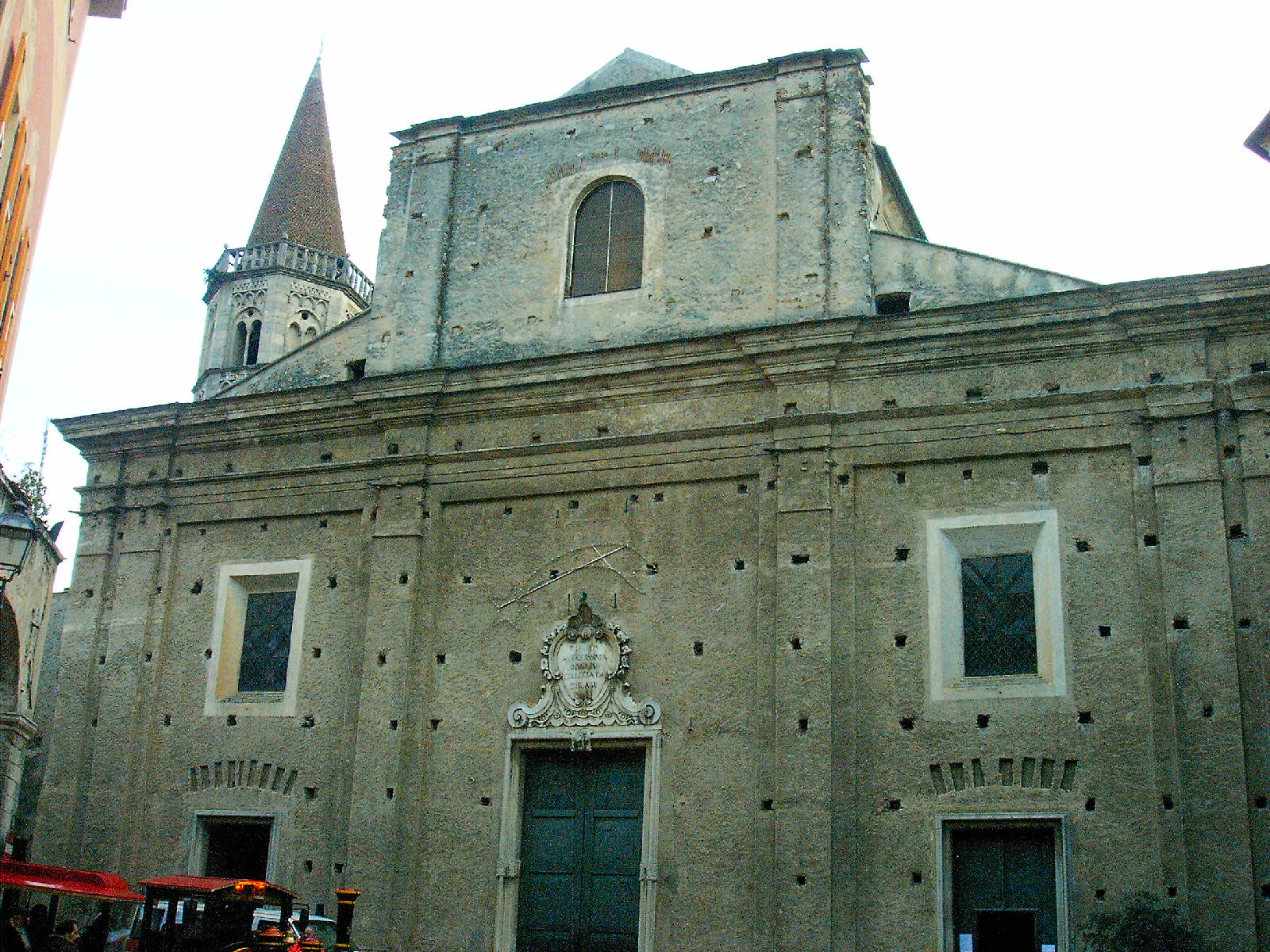
واجهة كنيسة سان بياجيو في فينالبورجو
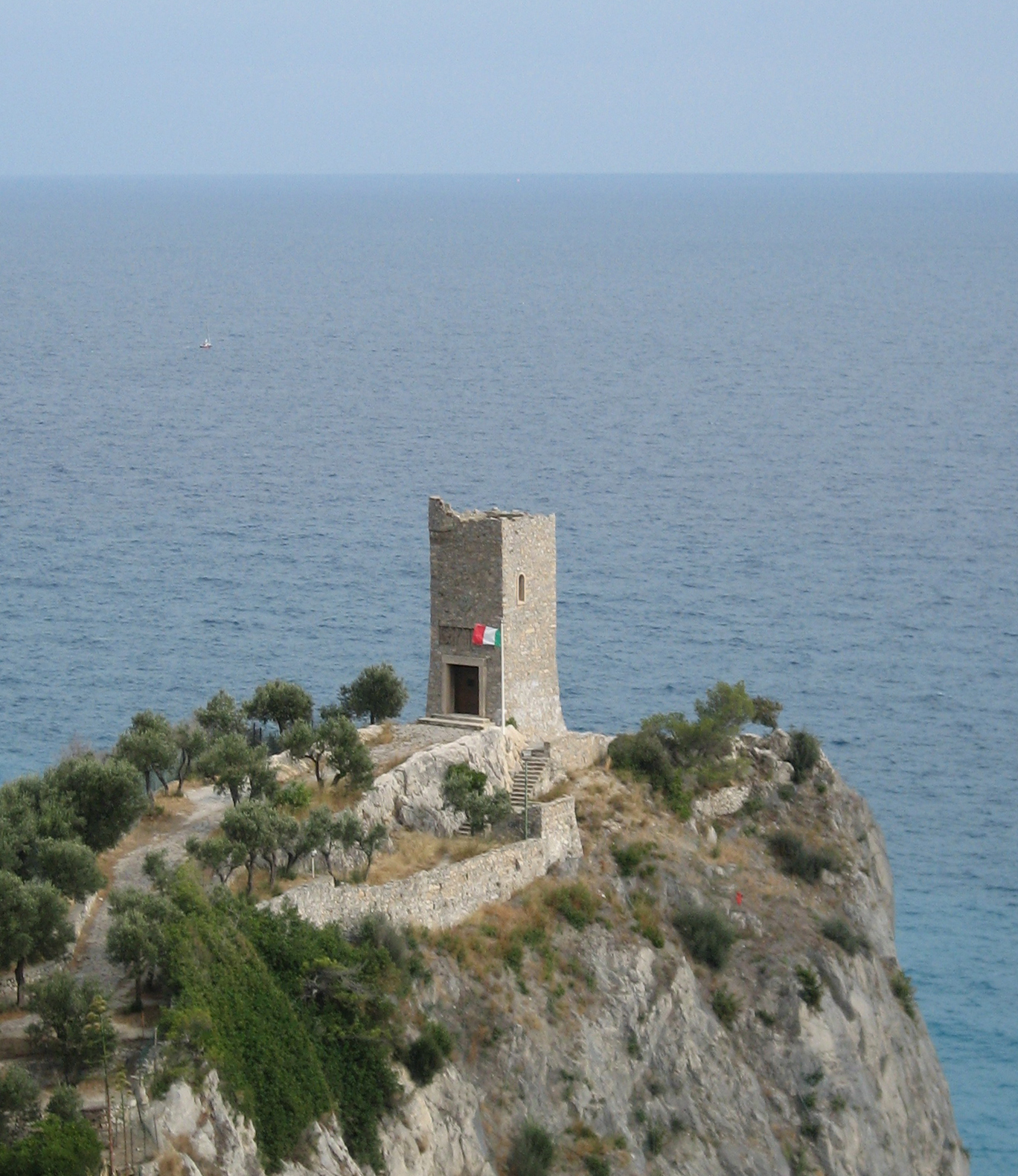
ضريح الجنرال إنريكو كافيجليا ، كيب سان دوناتو